# Tappeto rosso

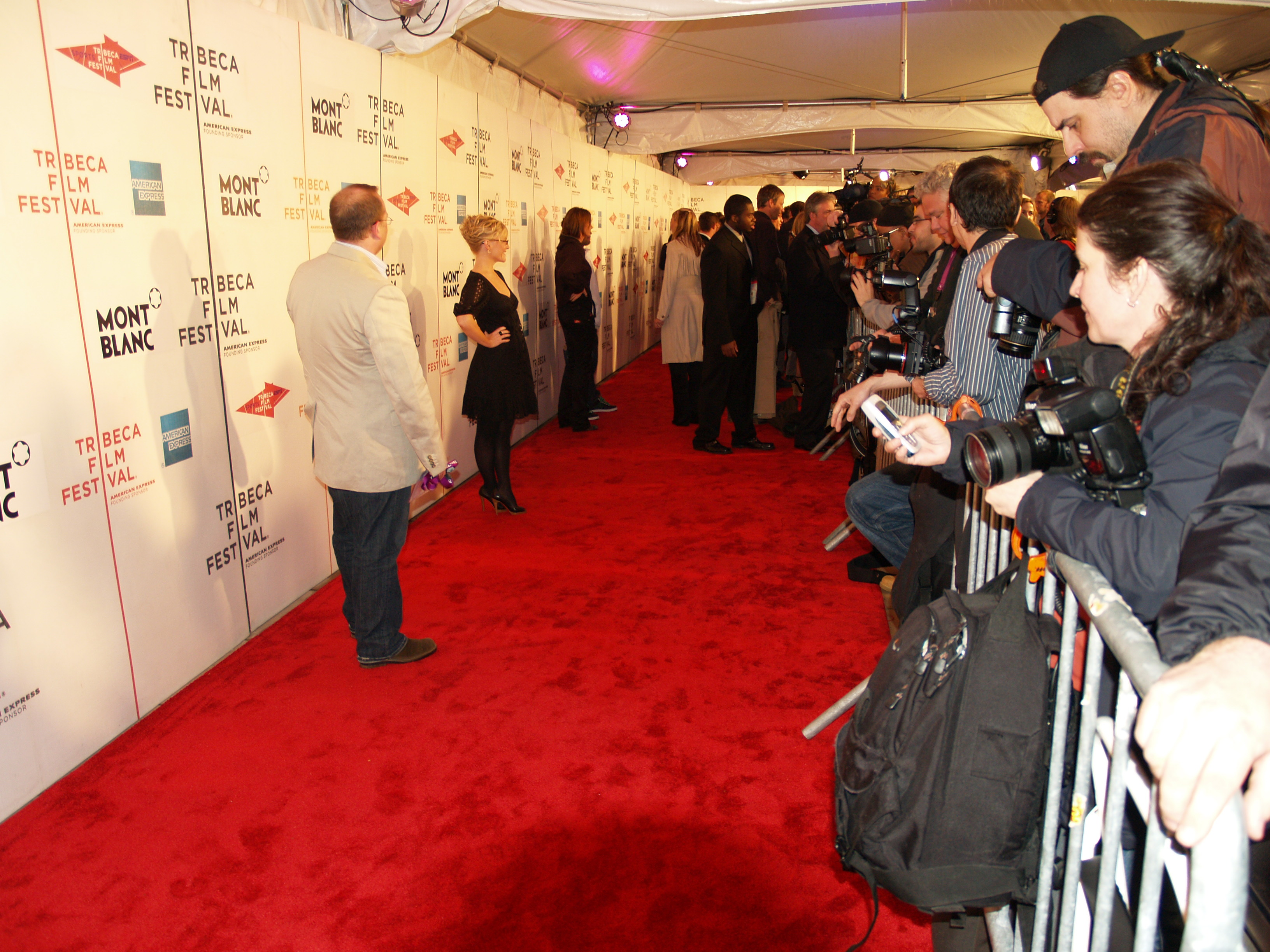
Tappeto rosso all'edizione 2007 del Tribeca Film Festival; sulla sinistra, Rachael Harris.

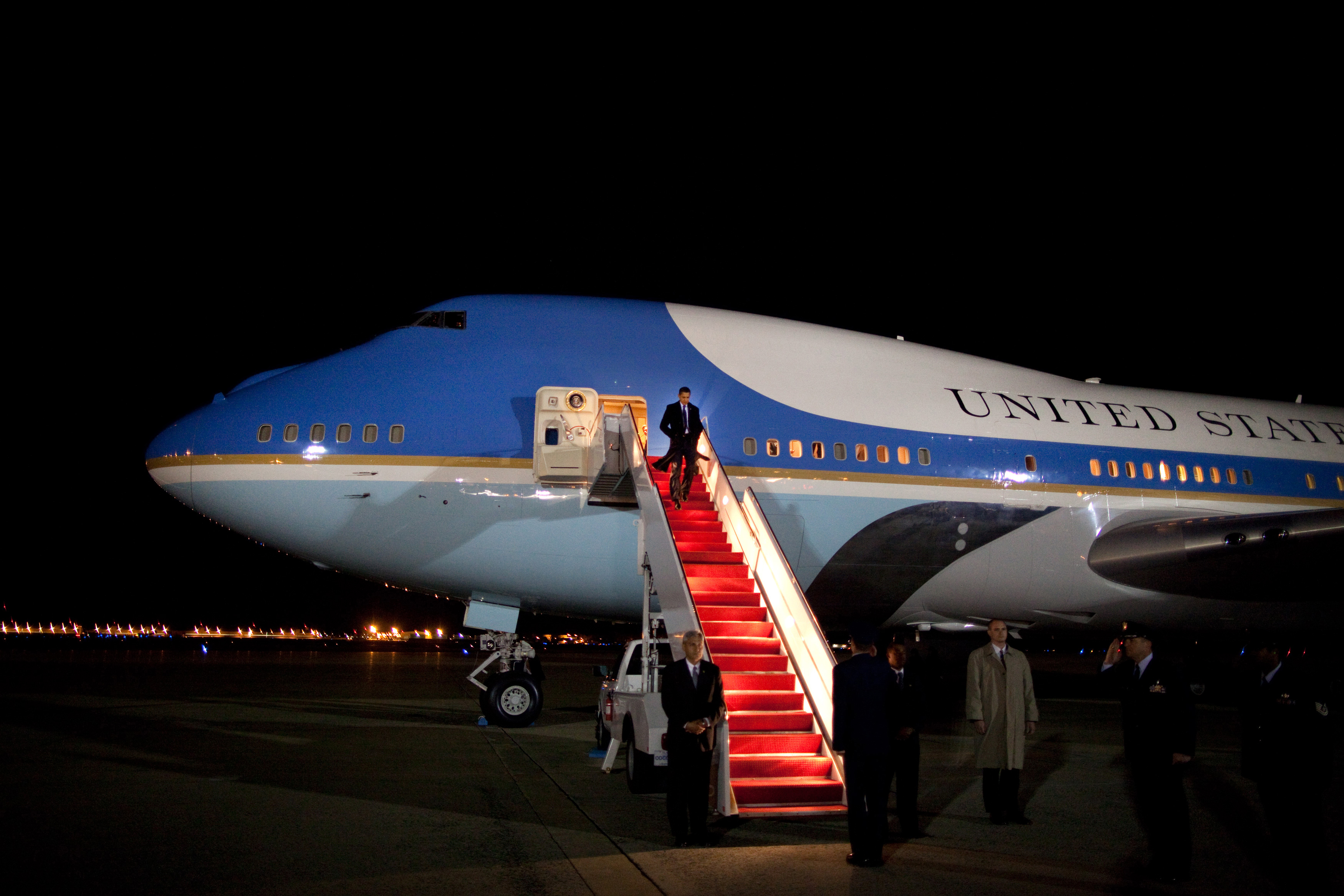
Il presidente degli Stati Uniti d'America, Barack Obama, scende dall'Air Force One nel 2009: un tappeto rosso copre la scaletta.

Il tappeto rosso, a volte definito con l'anglicismo red carpet, è una striscia di tappeto di colore rosso che viene dispiegata a terra, per indicare il percorso da seguire in occasioni formali o in caso di cerimonie; sul tappeto rosso "sfilano" anche i VIP (dignitari, celebrità dello spettacolo, ecc.) mentre accedono all'edificio dove ha luogo un evento mondano.
Il passaggio sul tappeto rosso non rappresenta semplicemente il momento in cui i VIP accedono all'edificio dove si svolge l'evento mondano, ma un vero e proprio evento nell'evento, preparato con cura dagli organizzatori, in cui la gente comune può vedere da vicino il proprio beniamino, chiedere un autografo, scattare una foto. I VIP si fermano infatti sul tappeto rosso per salutare i propri fan, essere intervistati dai giornalisti, fotografati dai fotografi professionisti, e spesso tutto è curato e studiato meticolosamente dagli organizzatori dell'evento in modo da rientrare nei tempi prefissati e l'evento mondano che segue non subisca ritardi. Spesso quindi il tappeto rosso è transennato e sorvegliato da uomini della sicurezza per evitare che la gente presente, non invitata all'evento mondano, lo invada.
Il tappeto rosso più famoso è quello della notte degli Oscar, in occasione del quale a lato del tappeto vengono preparate delle gradinate a cui alcune persone possono accedere dopo aver prenotato un posto con largo anticipo. Il passaggio delle star del cinema sul tappeto rosso nella notte degli Oscar suscita così interesse che esso stesso diventa un programma televisivo a sé stante trasmesso in diretta da varie televisioni del mondo poco prima della diretta televisiva della cerimonia di premiazione.
Oltre a quello di Hollywood i tappeti rossi più famosi al mondo sono quello della Mostra internazionale d'arte cinematografica di Venezia e il festival di Cannes.